# Catatemnus monitor
Catatemnus monitor es una especie de arácnido del orden Pseudoscorpionida de la familia Atemnidae.

## Distribución geográfica
Se encuentra en Java (Indonesia).